# Кашина Арнолди (Бергамо)
Кашина Арнолди је насеље у Италији у округу Бергамо, региону Ломбардија.
Према процени из 2011. у насељу је живело 34 становника. Насеље се налази на надморској висини од 168 м.